# Marco e Laura dieci anni fa
Marco e Laura dieci anni fa è una miniserie televisiva italiana del 1989, diretta da Carlo Tuzii. Nel cast Christian Vadim, Mapi Galan, Luigi di Fiore, Raffaele Castria, Filippo Cerusico, Thomas Rauser. La miniserie fu trasmessa in prima visione TV il 13 e 20 novembre 1989, in prima serata su Rai Due.

## Trama
Roma, primavera del 1977. Marco, ragazzo padre, e Laura, ragazza madre, si incontrano e si innamorano. Tra musica, amici, convivenza e amori liberi, i due ragazzi saranno costretti a separare le loro strade alla fine dell'estate di quell'anno, divisi dalle vicende politiche di quel complesso periodo.